# Boiry-Notre-Dame
Boiry-Notre-Dame és un municipi francès situat al departament del Pas de Calais i a la regió dels Alts de França. L'any 2007 tenia 436 habitants.

## Demografia

### Població
El 2007 la població de fet de Boiry-Notre-Dame era de 436 persones. Hi havia 168 famílies de les quals 40 eren unipersonals (20 homes vivint sols i 20 dones vivint soles), 52 parelles sense fills, 68 parelles amb fills i 8 famílies monoparentals amb fills.
La població ha evolucionat segons el següent gràfic:
Habitants censats

### Habitatges
El 2007 hi havia 185 habitatges, 170 eren l'habitatge principal de la família, 3 eren segones residències i 12 estaven desocupats. Tots els 185 habitatges eren cases. Dels 170 habitatges principals, 156 estaven ocupats pels seus propietaris, 9 estaven llogats i ocupats pels llogaters i 5 estaven cedits a títol gratuït; 5 tenien dues cambres, 15 en tenien tres, 41 en tenien quatre i 109 en tenien cinc o més. 141 habitatges disposaven pel capbaix d'una plaça de pàrquing. A 72 habitatges hi havia un automòbil i a 79 n'hi havia dos o més.

### Piràmide de població
La piràmide de població per edats i sexe el 2009 era:
| Homes | Edats   | Dones |
| ----- | ------- | ----- |
| 0     | 95 o +  | 0     |
| 0     | 90 a 94 | 4     |
| 0     | 85 a 89 | 4     |
| 4     | 80 a 84 | 4     |
| 12    | 75 a 79 | 8     |
| 4     | 70 a 74 | 12    |
| 4     | 65 a 69 | 8     |
| 0     | 60 a 64 | 4     |
| 8     | 55 a 59 | 4     |
| 8     | 50 a 54 | 16    |
| 24    | 45 a 49 | 28    |
| 20    | 40 a 44 | 16    |
| 16    | 35 a 39 | 16    |
| 4     | 30 a 34 | 12    |
| 8     | 25 a 29 | 16    |
| 0     | 20 a 24 | 12    |
| 8     | 15 a 19 | 20    |
| 20    | 10 a 14 | 12    |
| 24    | 5 a 9   | 4     |
| 12    | 0 a 4   | 12    |

## Economia
El 2007 la població en edat de treballar era de 300 persones, 199 eren actives i 101 eren inactives. De les 199 persones actives 191 estaven ocupades (104 homes i 87 dones) i 9 estaven aturades (6 homes i 3 dones). De les 101 persones inactives 31 estaven jubilades, 34 estaven estudiant i 36 estaven classificades com a «altres inactius».

### Ingressos
El 2009 a Boiry-Notre-Dame hi havia 175 unitats fiscals que integraven 464,5 persones, la mediana anual d'ingressos fiscals per persona era de 18.153 €.

### Activitats econòmiques
Dels 9 establiments que hi havia el 2007, 3 eren d'empreses de construcció, 1 d'una empresa de transport, 1 d'una empresa d'hostatgeria i restauració, 2 d'empreses immobiliàries, 1 d'una entitat de l'administració pública i 1 d'una empresa classificada com a «altres activitats de serveis».
Dels 4 establiments de servei als particulars que hi havia el 2009, 1 era un paleta, 1 lampisteria, 1 empresa de construcció i 1 perruqueria.
L'any 2000 a Boiry-Notre-Dame hi havia 8 explotacions agrícoles.

## Equipaments sanitaris i escolars
El 2009 hi havia una escola elemental integrada dins d'un grup escolar amb les comunes properes formant una escola dispersa.

## Poblacions més properes
El següent diagrama mostra les poblacions més properes.